# Herennius Etruscus
Herennius Etruscus (nom complet Caesar Quintus Herennius Etruscus Messius Decius Augustus ; c. 227 – juin 251) est empereur romain en 251, régnant avec son père Dèce. Alors qu'il se trouve en Pannonie et en Mésie, son père est proclamé empereur par ses troupes en septembre 249, en opposition à l'empereur Philippe l'Arabe. Dèce bat Philippe lors d'une bataille en septembre 249 et est confirmé par le Sénat romain. Herennius Etruscus est élevé au rang de César en 250, puis est fait Auguste en mai 251.
Lorsque les Goths, dirigés par Cniva, envahissent les provinces romaines le long du Danube, Herennius Etruscus est envoyé à la tête d'une avant-garde, suivie par l'armée principale dirigée par Dèce. Ils embusquent Cniva à la bataille de Nicopolis ad Istrum (en) et le mettent en déroute avant d'être à leur tour piégés à la bataille de Beroe (en). Herennius Etruscus et son père sont finalement battus et tués à la bataille d'Abrittus. Après la mort des deux empereurs, Trébonien Galle, alors gouverneur de Mésie, est proclamé empereur par les forces romaines restantes.

## Biographie

### Origines et accession au titre impérial
Fils du général romain, plus tard empereur, Dèce et de sa femme Herennia Etruscilla, Quintus Herennius Etruscus Messius Decius est né vers 227 en Pannonie. Envoyé commander des troupes en Pannonie et en Mésie pour lutter contre l'usurpateur Pacatianus, Dèce est proclamé empereur par ses troupes en septembre 249 en opposition à Philippe l'Arabe. Herennius est alors tribun dans l'armée conduite par son père. Dèce affronte Philippe en septembre 249 près de Vérone en Italie (en). Philippe étant tué lors de la bataille, le Sénat romain reconnaît Dèce comme empereur et l'honore du nom « Traianus », en référence à l'empereur Trajan,.
Herennius Etruscus est élevé au rang de César en 250, faisant de lui l'héritier désigné par son père, avant d'être nommé Auguste en mai 251, c'est-à-dire co-empereur de Dèce. Son frère cadet Hostilien est quant à lui élevé au rang de César. Herennius Etruscus est par ailleurs nommé consul pour l'année 251.

### Campagne contre les Goths

Carte de l'invasion des Goths menés par Cniva.

En 249, une importante armée de Goths conduite par le roi Cniva franchit le Danube et envahit les provinces romaines voisines. L'armée gothe se divise en deux : une partie attaque la Dacie alors que l'autre, d'environ 70 000 hommes commandés par Cniva en personne, s'en prend à la Mésie. Les forces dirigées de Cniva se subdivisent en deux sous-groupes : une partie de son armée attaque Philippopolis, l'autre Novae. Contré par Trébonien Galle, le gouverneur de Mésie et futur empereur, Cniva ne peut assiéger Novae et continue sa marche vers le sud, en direction de Nicopolis. Lorsque la nouvelle atteint Rome, Dèce et Herennius Etruscus se mettent en route pour repousser l'invasion gothe, alors qu'Hostilien reste à Rome. Herennius Etruscus commande une avant-garde, suivie par le gros des troupes romaines dirigé par Dèce. Les deux co-empereurs prennent les forces de Cniva par surprise à la bataille de Nicopolis ad Istrum (en) et mettent en déroute l'armée gothe. Cniva bat en retraite vers les monts Haemus puis rejoint le reste de son armée à Philippopolis. Il embusque alors les forces romaines à la bataille de Beroe (en), près de Beroe au pied des monts Haemus. Lourdement battues, les forces romaines fuient vers la Mésie où Dèce et Herennius Etruscus tentent de les réorganiser. Cniva de son côté marche sur Philippopolis, où il profite de l'aide de Titus Julius Priscus (en), le gouverneur romain de Thrace, pour capturer la ville.
Dèce et Herennius Etruscus lancent une contre-attaque au printemps 251. Leur entreprise est d'abord couronnée de succès, réussissant à repousser les Goths, mais Cniva les piège en juin 251 près d'Abritus. Les deux co-empereur sont tués au cours de la bataille. Les circonstances de la mort d'Herennius Etruscus sont toutefois assez vagues. La principale source sur cet évènement, Aurelius Victor, affirme qu'Herennius Etruscus trouve la mort alors qu'il est « emporté par son héroïque audace ». Cependant, Aurelius Victor spécifie qu'il agit comme imperator plutôt que comme commilito, signifiant qu'il commande des troupes mais qu'il ne combat pas physiquement à leurs côtés. Dèce refuse d'être consolé après avoir appris la mort de son fils aîné, soulignant que la mort d'un homme lors d'une bataille n'est que peu de chose. Il continue le combat, trouvant finalement lui aussi la mort. Les circonstances exactes de la mort de Dèce sont également obscures : bien qu'il soit acquis qu'il ait été tué soit lors de la bataille ou de subséquente retraite, il peut avoir succombé comme commilitio ou imperator,.
Après la mort des deux empereurs et d'une grande partie de l'armée romaine avec eux, les troupes restantes proclament rapidement empereur Trébonien Galle, le gouverneur de Mésie. Ce dernier signe une paix humiliante avec Cniva, autorisant les Goths à conserver les prisonniers et leur butin. Afin de s'assurer le soutien de la population, Trébonien Galle garde Herennia Etruscilla comme Augusta (impératrice) et élève Hostilien au rang d'Auguste, faisant de lui son co-empereur,,. Hostilien meurt cependant peu après, en novembre 251, soit de la peste ou assassiné,. Volusien, le fils de Trébonien Galle, est alors élevé au rang d'Auguste. Après le renversement de Trébonien Galle par Émilien en 253, Herennia Etruscilla disparait des sources.

## Noms successifs
- 227, naît Quintus Herennius Etruscus Messius Decius.
- 250, fait César par Dèce : Quintus Herennius Etruscus Messius Decius Caesar.
- 251, nommé co Empereur par Dèce : Imperator Caesar Quintus Herennius Etruscus Messius Decius Pius Felix Invictus Augustus.

## Sources anciennes
- Épitomé de Caesaribus (29.3)[11].
- Livre des Césars (29.5) d'Aurelius Victor[12].
- Histoire des Goths de Jordanès (18.103)[13].
- De Mortibus Persecutorum (Sur la mort des persécuteurs) de Lactance (4)[11].
- Épitomé historion de Jean Zonaras (12.20)[11].

### Sources modernes
- (en) Lesley Adkins et Roy A. Adkins, Handbook to Life in Ancient Rome, Oxford University Press, 1998, 404 p. (ISBN 978-0-19-512332-6, lire en ligne).
- (en) Matthew Bunson, Encyclopedia of the Roman Empire, Facts On File, 2014, 657 p. (ISBN 978-1-4381-1027-1, lire en ligne).
- (en) Paul Chrystal, Roman Women : The Women Who Influenced the History of Rome, Fonthill Media, 2015, 221 p. (ISBN 978-1-78155-287-2).
- (en) Mark Hebblewhite, The Emperor and the Army in the Later Roman Empire, AD 235–395, Taylor & Francis, 2016, 240 p. (ISBN 978-1-317-03430-8, lire en ligne).
- (en) F. S. Salisbury et H. Mattingly, « The Reign of Trajan Decius », The Journal of Roman Studies, vol. 14,‎ 1924 (DOI 10.2307/296323, JSTOR 296323).
- (en) Donathan Taylor, Roman Empire at War : A Compendium of Roman Battles from 31 B.C. to A.D. 565, Pen and Sword, 2016 (ISBN 978-1-4738-6911-0).